# Жешувский замок
Же́шувский за́мок — одна из главных достопримечательностей Жешува, построен в 1902—1906 годах на месте древнего замка Любомирских.
Первое оборонительное сооружение стояло на этом же месте, и построено было вероятно, в XVI веке. Позднее, в конце XVI века, это сооружение представляло собой укрепленный дом-усадьбу Николая Спытек Лигежа. В 1620 году сооружение представляло собой образец оборонно-дворцового сооружения. С 1637 года замок принадлежал семье Любомирских.
Основными строительными работами руководили Тильман из Гамерен и Кароль Генрих Вейдеман. В 1820 году комплекс был перестроен австрийскими властями и адаптирован для судебных и тюремных целей. Его разрушение в начале XX века было связано с ветхим состоянием конструкции замка. В первоначальном виде сохранились только ворота башни и башенки бастионов. В середине замковых стен расположен летний дворец Любомирских в Жешуве.